# 14500 Kibo
14500 Kibo (1995 WO7) là một tiểu hành tinh vành đai chính được phát hiện ngày 27 tháng 11 năm 1995 bởi T. Kobayashi ở Oizumi.